# Tombe des Léopards

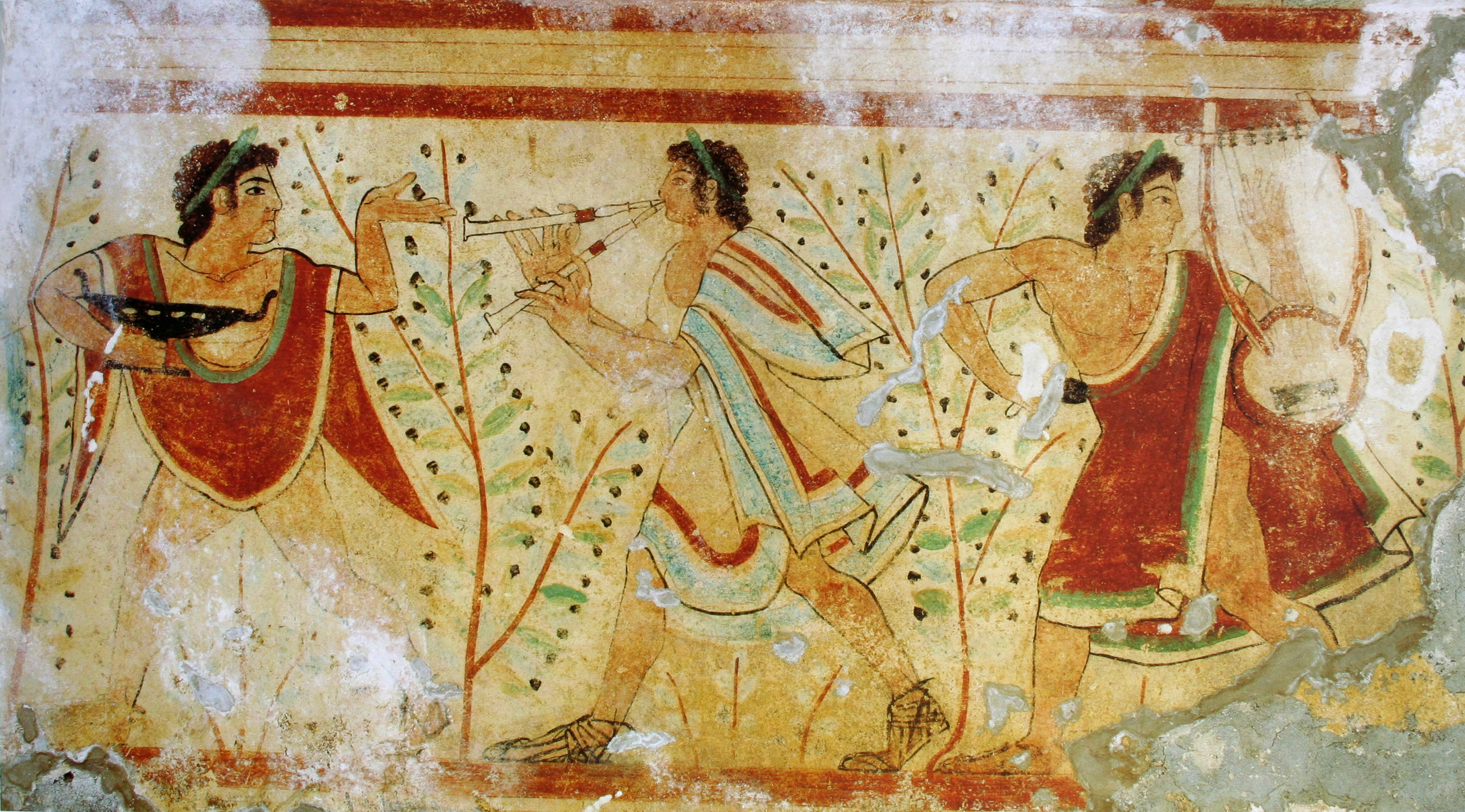
Tomba dei Leopardi, danseur et musiciens

La tombe des Léopards (de l'italien tomba dei Leopardi) est l'une des tombes étrusques peintes de la nécropole de Monterozzi, proche de la ville de Tarquinia. 

## Description
La tombe a été découverte en 1875  et daterait de la deuxième moitié du Ve siècle av. J.-C. La salle présente des fresques qui comptent parmi les œuvres les plus importantes de l'art funéraire étrusque et ses dimensions sont de 3,52 m × 3,30 × 2,16 (h).
Son nom provient de la représentation de deux léopards symétriques sur l'espace trapézoïdal situé face à l'entrée. La tombe est dite a camera car son plafond est à double pente et à poutre centrale simulée en terracotta ; il est décoré en damier.
Les scènes à fresque représentent un banquet funéraire avec des hommes et des femmes allongés en triclinium entre des oliviers en fruit.
Dans la partie de gauche quelques danseurs étrusques sont représentés habillés de la tebenna, typique veste étrusque et dansant accompagnés par quelques musiciens parmi lesquels un joueur d'un double hautbois (cf. l'aulos en Grèce et le tibia à Rome), mais ici de perce conique, et un autre, une lyre (appelée cithare dans l'Antiquité).
Sur la droite, trois couples d'époux assis dégustent du vin parmi des bouquets de laurier.
Ils sont représentés en position semisdraiati et sous une veste à plis de couleur azur, le chef ceint d'une branche de myrte et deux dames montrent leur blonde coiffure. 
Dans ces fresques on découvre la richesse des détails, le soin corporel ainsi que l'habillement des hommes et des femmes étrusques.